# Do You Believe in Love
Do You Believe in Love is een nummer van de Amerikaanse band Huey Lewis & the News uit 1982. Het is de eerste single van hun tweede studioalbum Picture This.
Het vrolijke nummer betekende de doorbraak voor Huey Lewis & the News. Het haalde de 7e positie in de Amerikaanse Billboard Hot 100. Hoewel het in Nederland geen hitlijsten behaalde, werd er het wel een grote radiohit.